# 姫川大橋
姫川大橋（ひめかわおおはし）は、新潟県糸魚川市大字寺島 - 大字須沢の姫川に架かる国道8号の橋長410 m（メートル）の桁橋。

## 概要
鋼単純桁と鋼3径間連続桁をカンチレバー方式で組合せた橋である。主桁は4主鈑桁で、主桁間隔は2.600 mである。
- 形式 - 鋼単純合成鈑桁橋[注釈 1] + 鋼3径間連続鈑連続合成カンチレバー鈑桁橋 + 鋼単純合成鈑桁橋[注釈 1] + 鋼3径間連続鈑連続合成カンチレバー鈑桁橋 + 鋼単純合成鈑桁橋[注釈 1]
- 橋格 - 1等橋 (TL-20) + 雪 (100 kg/m2)
- 橋長 - 410.000 m
  - 径間割 - 38.700 m + 7×47.400 m + 38.700 m
  - 支間割 - 30.000 m + ( 8.700 m + 3×47.400 m + 8.700 m) + 30.000 m + ( 8.700 m + 3×47.400 m + 8.700 m) + 30.000 m
- 幅員
  - 総幅員 - 10.200 m
  - 有効幅員 - 9.500 m
  - 車道 - 9.500 m
  - 歩道 - なし[注釈 2]
- 桁高 - 2.000 m
- 床版 - 鉄筋コンクリート
- 総鋼重 - 758.810 t
- 施工 - 横河橋梁製作所[注釈 3]
- 架設工法 - クレーンベント工法

## 歴史
下流の姫川橋が国道8号の橋として姫川に架かっていたが、姫川橋は幅員が狭く、モータリゼーションの進展に伴う重交通を支えきれなかった。このため建設省北陸地方建設局により上流側に姫川大橋が架橋されることになった。
1986年度（昭和61年度）に側道橋として橋長411.9 m、総幅員3.6 m、有効幅員2.5 mの鋼鈑桁橋である姫川側道橋が竣工した。